# Гриша, Анатолий Викторович
Гриша Анатолий Викторович (25 июля 1928, Кривой Рог — 5 ноября 1995, Кривой Рог, Днепропетровская область) — советский строитель, управляющий трестом «Криворожаглострой» (1971—1987). Лауреат Премии Совета Министров СССР (1983).

## Биография
Родился 25 июля 1928 года в городе Кривой Рог Днепропетровской области в семье учителей.
В 1948—1951 годах — мастер отдела капитального строительства шахтоуправления имени 1-го Мая.
В 1957 году окончил Днепропетровский инженерно-строительный институт.
С августа 1957 года — в тресте «Криворожаглострой»: мастер строительного управления «Промстрой»; с октября 1963 по ноябрь 1964 года — начальник производственно-технического отдела строительного управления «Промстрой-2»; с ноября 1964 года — старший прораб, главный инженер, начальник строительного управления «Агрострой-2», секретарь партийного комитета; с июля 1971 по декабрь 1987 года — управляющий трестом.
Один из выдающихся организаторов промышленного строительства. В течение 16 лет руководства трестом продолжил заложенные А. П. Подлепой традиции. Было построено много промышленных и гражданских объектов, коллектив и сотрудники отмечены правительственными наградами. Участник ВДНХ. После выхода на пенсию поддерживал тесные отношения с коллективом треста.
Умер 5 ноябре 1995 года в городе Кривой Рог.

## Награды
- Премия Совета Министров СССР (1983);
- Орден «Знак Почёта»;
- Орден Октябрьской Революции;
- Орден Трудового Красного Знамени;
- Медаль «В ознаменование 100-летия со дня рождения Владимира Ильича Ленина»;
- Медаль «Ветеран труда».